# Guy Mollet

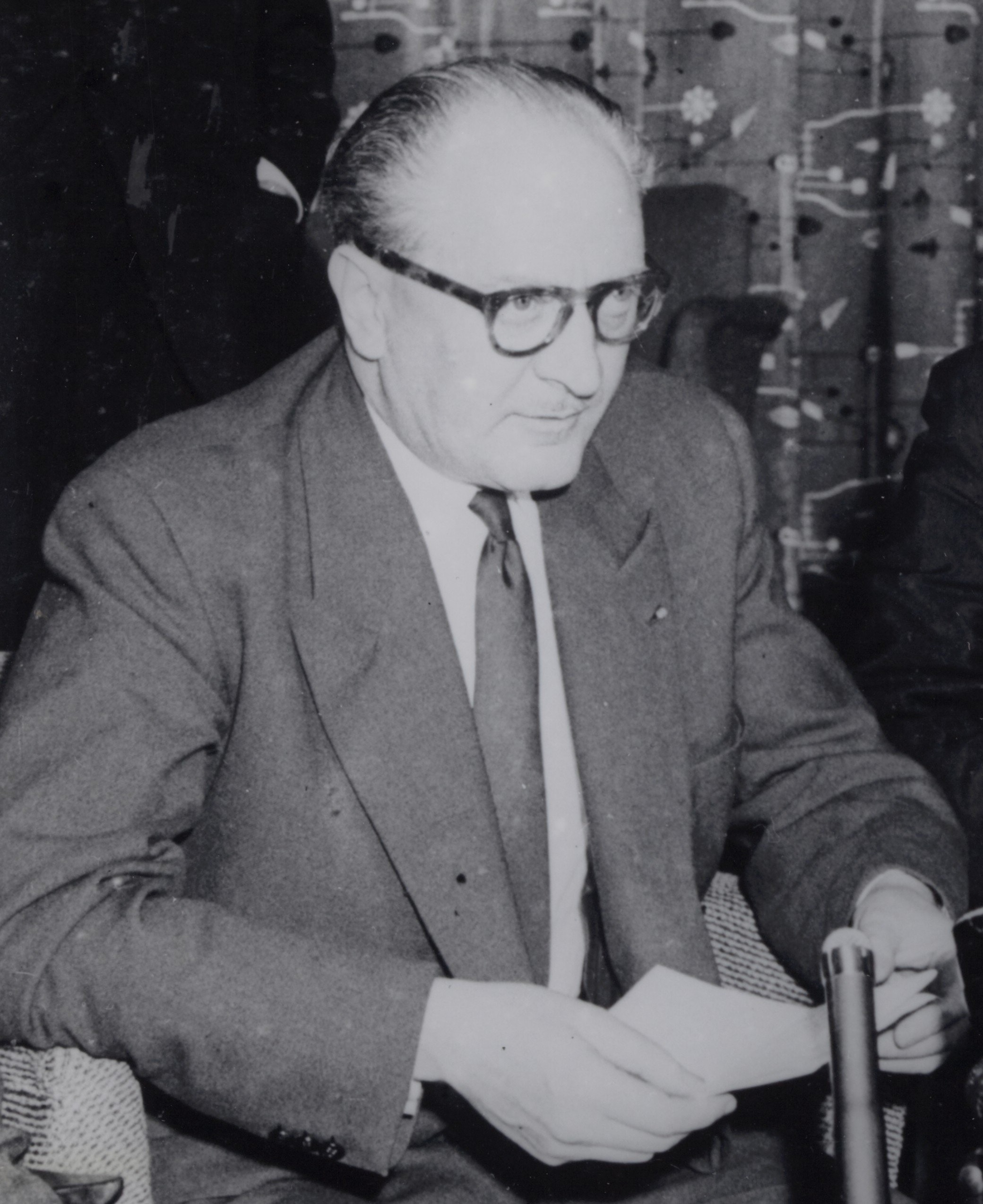
Guy Mollet (1956)

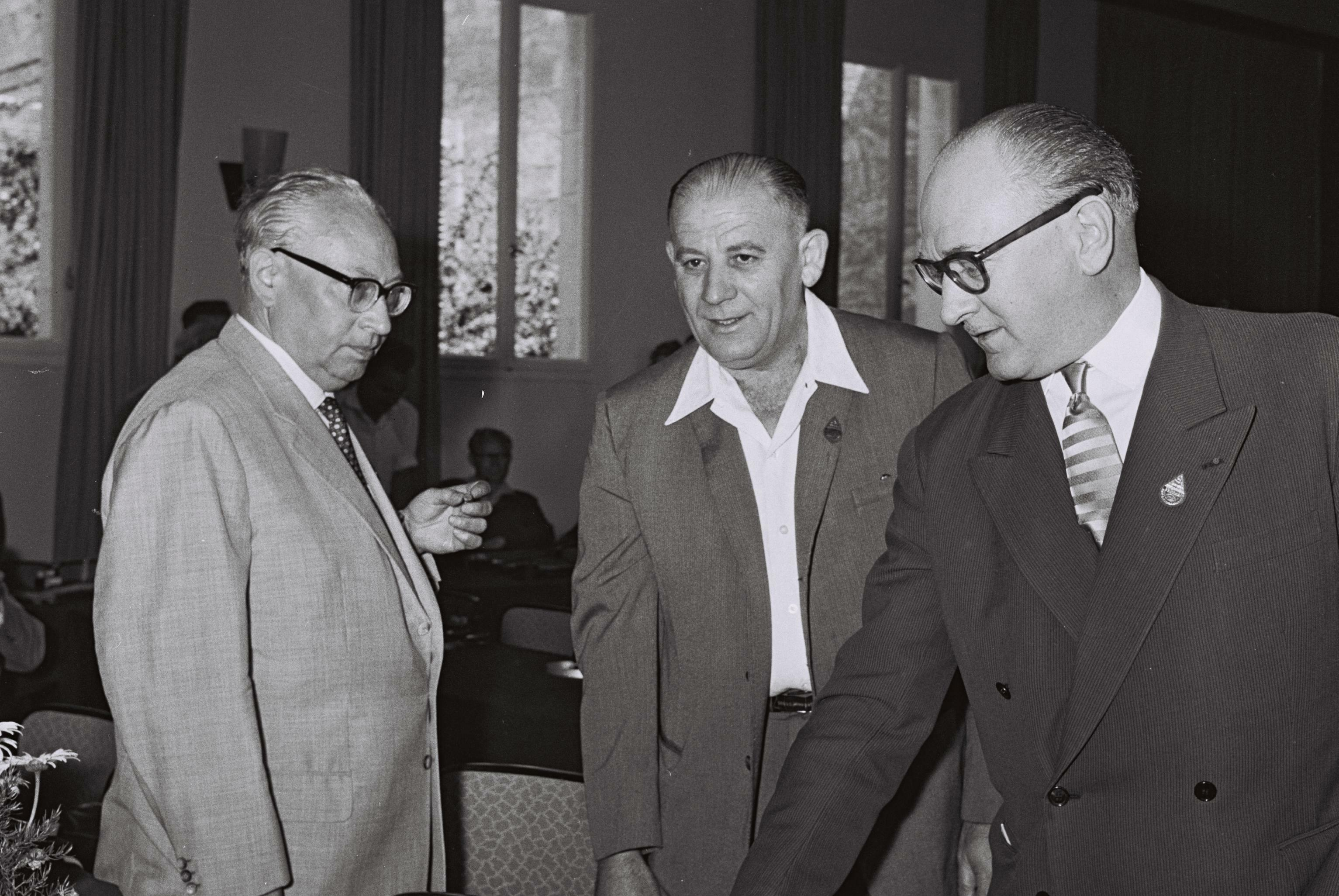
Erich Ollenhauer, Yosef Almogi und Guy Mollet, Haifa 1960

Guy Mollet (* 31. Dezember 1905 in Flers (Normandie); † 3. Oktober 1975 in Paris) war ein französischer Staatsmann und sozialistischer Politiker. Er war vom 1. Februar 1956 bis zum 21. Mai 1957 (1 Jahr und 109 Tage) Ministerpräsident der Vierten Republik Frankreichs (Kabinett Mollet). 
Von 1946 bis 1969 war er Parteichef der französischen Sozialisten.

## Leben
Mollet war der Sohn eines Textilarbeiters, erlangte seine Ausbildung in Le Havre und wurde dann in Arras Englischlehrer. Politisch war er seit 1923 in der Gewerkschaft CGT und für die sozialistische Partei Section française de l’Internationale ouvrière (SFIO) tätig, deren Sekretär für das nördliche Département Pas-de-Calais er 1928 wurde. 1932 wurde er Generalsekretär des französischen Lehrerbundes.
Im Zweiten Weltkrieg wurde er im Frühling 1940 zum Kriegsdienst eingezogen, als Frankreich sich darauf vorbereitete, die Invasion der Wehrmacht in Frankreich abzuwehren. Er geriet 1940 in deutsche Kriegsgefangenschaft, wurde im Juni 1941 freigelassen und schloss sich 1942 der Résistance an. 
Nachdem die Wehrmacht im Herbst 1944 aus großen Teilen Frankreichs abgezogen war, wurde Mollet 1944 Bürgermeister von Arras. Er war Abgeordneter der von November 1945 bis November 1946 bestehenden konstituierenden Nationalversammlung. 1946 wurde er Generalsekretär der SFIO, die bis 1947 in einer Dreierkoalition mit Kommunisten und Christdemokraten regierte und in der Person von Vincent Auriol den ersten Staatspräsidenten der Vierten Republik stellen konnte. In der Regierung Léon Blum erhielt Mollet mit dem Posten des Staatsministers eine herausgehobene Rolle. Unter René Pleven war er 1950 bis 1951 Europa-Minister und dann stellvertretender Ministerpräsident von Henri Queuille. Mollet vertrat Frankreich 1949 bis 1956 in der Beratenden Versammlung des Europarats, von 1954 bis 1956 war er Präsident des Europarats und stand den europäischen Sozialisten in der dortigen Ratsversammlung vor. 1951 bis 1969 war er Vizepräsident der Sozialistischen Internationale (SI). Als Mitglied des Aktionskomitees für die Vereinigten Staaten von Europa von Jean Monnet und entschiedener Atlantiker, trat er für den Beitritt Frankreichs zur Europäischen Verteidigungsgemeinschaft (EVG) ein, einem Projekt, das definitiv 1954 aufgegeben wurde, das aber zur tiefen Spaltung der SFIO beitrug.
Vor der vorgezogenen Parlamentswahl vom Januar 1956 entstand eine Koalition des „Front républicain“, zu der neben Mollet auch Pierre Mendès France als Wortführer des linken Flügels der Radikalen Partei, François Mitterrand und Jacques Chaban-Delmas zählten, mit Unterstützung der PCF. Sie strebte neben einer sozialen und wirtschaftlichen Modernisierung Frankreichs einen Frieden in Algerien an. Staatspräsident René Coty ernannte Mollet am 31. Januar 1956 zum Regierungschef, obwohl allgemein erwartet worden war, dass Mendès-France den Auftrag erhalten würde. Doch ging Coty davon aus, dass sowohl die Kommunisten als auch die christdemokratischen Volksrepublikaner (MRP) Mollet eher tolerieren würden als den früheren Regierungschef, den sie gemeinsam zu Fall gebracht hatten.
Während eines Besuchs in Algier mit der gewaltsamen Feindschaft der Bevölkerung europäischen Ursprungs konfrontiert (6. Februar 1956), engagierte er sich vorzugsweise für eine Politik der Repression und lehnte jede Verhandlungslösung mit der algerischen Unabhängigkeitsbewegung vor einem Waffenstillstand ab. Binnen sechs Monaten verdoppelte er die dort effektiv stationierten Truppen. Mollet ließ seine Truppen systematisch Kriegsverbrechen begehen, in Form von summarischen Erschießungen, dem Auslöschen von algerischen Dörfern und Folter. Dieses Vorgehen wurde als „Französische Doktrin“ bekannt und führte zu erheblichen innen- und außenpolitischen Protesten. Das Kabinett Mollet übernahm die Forderung nach einer dritten Woche bezahlten Urlaubs, die «vignette» zur Finanzierung für ältere mittellose Personen und die Maßnahmen zum Wohnungsbau. Im März 1957 unterzeichneten die Minister Christian Pineau und Maurice Faure die Römischen Verträge, die die Europäische Wirtschaftsgemeinschaft (EWG) besiegelten.
Zuvor – bei einem London-Besuch im September 1956 – machte Premierminister Mollet seinem britischen Kollegen Anthony Eden aber noch einen ganz anderen Vorschlag: britischen Regierungsarchiven zufolge hat Mollet eine politische Union mit Großbritannien erwogen und war offenbar auch bereit, die britische Königin zum Staatsoberhaupt zu machen. Alternativ bot er auch einen Beitritt der Französischen Union (die damals auch die 1960 unabhängig gewordenen französischen Gebiete Afrikas umfasste) zum Commonwealth of Nations an. Beide Vorstöße wurden verworfen und schlummerten jahrzehntelang in den Akten. Ein erst 2006 wieder aufgetauchtes Dokument mit Datum vom 28. September 1956 hält eine Unterredung zwischen Eden und Kabinettssekretär Sir Norman Brook fest, in der über den Commonwealth-Beitritt Frankreichs gesprochen wurde. Die Diskussionen führten letztlich zu nichts, alle Pläne verschwanden in den Schubladen.
Die innenpolitischen Ereignisse rückten bald in den Hintergrund, als sich zum einen die Lage in Algerien weiter verschärfte, zum anderen mit der Verstaatlichung des Suezkanals durch den ägyptischen Staatschef Gamal Abdel Nasser und der Suezkrise ein neuer Krisenherd entstand. Frankreich schloss mit Großbritannien und Israel eine Absprache, der zufolge Israel Ägypten angriff und Frankreich und Großbritannien unter dem Deckmantel der Vermittlung mit ihren Truppen den Suezkanal besetzten, um ihn dauerhaft zu kontrollieren und Nasser auszuschalten. Der Protest der USA und der Sowjetunion gegen diese Aktion zwang die Invasoren aber schnell zum Einlenken. Der britische Premier Anthony Eden musste zurücktreten. Mollet konnte sich, trotz Kritik von linker Seite, als Regierungschef halten. Er stand mit einer Amtszeit von 16 Monaten dem langlebigsten Kabinett der Vierten Republik vor.
Während die Entkolonialisierung von Marokko und Tunesien schon vor seiner Regierungsübernahme eingeleitet worden war, stürzte Mollet im Juni 1957 schließlich über das Vorhaben, die Aufstockung des Militärbudgets zur Führung des Algerienkrieges durch Steuererhöhungen zu finanzieren. Im Folgejahr unterstützte er die – nicht zuletzt auf die Ereignisse in Algerien zurückzuführenden – Bemühungen de Gaulles, die Verfassung zu reformieren; unmittelbar vor der Errichtung der Fünften Republik holte de Gaulle daher Mollet in sein Kabinett, wo er zum 1. Juni 1958 erneut Staatsminister wurde. Dort nahm er an den Beratungen zur neuen Verfassung teil. Mollet trat aus Protest gegen die Steuer- und Finanzpolitik am 8. Januar 1959 zurück.
In den 1960er Jahren blieb Mollet Chef der SFIO, die allerdings zunehmend marginalisiert zu werden drohte. 1965 unterstützte er die Präsidentschaftskandidatur von Francois Mitterrand, der nicht SFIO-Mitglied war. Mitterrand kam im Dezember 1965 in die Stichwahl, verlor dann aber klar mit 44,8 % gegen den amtierenden Präsidenten de Gaulle. Bei der Präsidentschaftswahl 1969 setzte Mollet sich dafür ein, den Zentrumskandidaten Alain Poher gegen den Gaullisten Georges Pompidou zu unterstützen, doch stellten die Sozialisten seinen innerparteilichen Widersacher Gaston Defferre, den Bürgermeister von Marseille, auf. Defferre erhielt nur 5 Prozent der Stimmen; Poher unterlag mit 41,8 % gegen Pompidou in der Stichwahl. Am 17. Juli 1969 trat Mollet als Parteichef ab, 1971 kam es auf dem Kongress von Épinay-sur-Seine zu einer Neugründung als Parti socialiste (PS) unter der Führung von Mitterrand. Danach widmete sich Mollet der theoretischen Arbeit für das Office universitaire de recherches socialistes („Universitätsinstitut für sozialistische Forschung“).

## Schriften
Bücher
- Les chances du socialisme. Fayard, Paris 1968.
- 13 mai 1858 – 13. mai 1962. Plon, Paris 1962 (Tribune libre. 63).

Aufsätze
- „Dramatische Folgen“ – wenn der Algerienkrieg fortgesetzt wird. Warum Frankreichs Sozialisten JA zum Algerien-Referendum sagen; Interview mit Guy Mollet, Generalsekretär der SFIO. In: Sozialdemokratischer Pressedienst. 28. Dezember 1960.
- France and the defense of Europe. A French socialist view. In: Foreign Affairs. Band 32. 1953/1954, ISSN 0015-7120, S. 365–373.